# Герцель, Бен
Бен Герцель (8 декабря 1966, Рио-де-Жанейро, Бразилия) — американский учёный, главный научный сотрудник компании Aidyia Holdings, футуролог, специалист по финансовому прогнозированию, председатель частной компании по программному обеспечению искусственного интеллекта Novamente LLC, а также биоинформационной компании Biomind LLC, которая предоставляет искусственный интеллект для биоинформационного анализа данных (в особенности микрочипов и данных SNP); председатель Artificial General Intelligence Society и OpenCog Foundation; вице-председатель футуристической некоммерческой организации Humanity+; научный консультант биофармакологической компании Genescient Corp.; консультант Singularity University; профессор-исследователь интеллектуальных систем в Fujian Key Lab университета Xiamen, Китай; и генеральный председатель конференций, посвящённых изучению искусственного интеллекта, автор и исследователь в области искусственного интеллекта. Также он является консультантом в Machine Intelligence Research Institute (ранее Singularity Institute), где он был руководителем исследований.
Бен Герцель сын Теда Герцеля, профессора социологии Ратгерского университета. После окончания десяти классов школы, Бен поступил в Bard College at Simon`s Rock, где получил учёную степень бакалавра квантитивных исследований. Герцель получил звание кандидата математических наук в Темпльском университете в 1989 году. Перед тем, как он присоединился к индустрии программного обеспечения, Бен работал на кафедрах математики, информатики и когнитивной науки в таких университетах, как Университет Невады, Городской университет Нью-Йорка, Университет Уаикато и Университет Западной Австралии. Сегодня он большую часть своего времени проводит в Гонконге.
Он ведёт исследовательскую работу в области сильного искусственного интеллекта, обработки естественного языка, когнитивных наук, интеллектуального анализа данных, машинного обучения, вычислительных финансов, биоинформатики, виртуальных миров, игр и многих других. Он опубликовал десяток научных книг, более 100 технических документов, а также многочисленные публицистические статьи.
Бен является соучредителем проекта OpenCog и активно его продвигает. Это проект с открытым исходным кодом, направленный на создание искусственного интеллекта. Он ориентирован на создание дружественного искусственного интеллекта, подобному человеческому и дальнейшее применение ИИ в таких областях, как финансовое прогнозирование, биоинформатика, робототехника, а также игры.

## Личная жизнь и карьера
У Бена Герцеля четверо детей, много домашних животных, в свободное время он увлекается фантастикой, музыкой, философией, математикой, проводит время на свежем воздухе и прочее. Он панпсихист и агностик.
В 1966 году, в Рио-де-Жанейро, Бразилия, у Керол и Теда Герцелей родился сын Бен. Его родители оба — американцы, Бен имеет преимущественно восточно-европейско-еврейские корни, но из-за того, что он родился в Бразилии, Герцель имеет двойное американское и бразильское гражданство. В 1968 году он переехал в Юджин, штат Орегон, как он сам говорил, «в то время отличное место, где было полно хиппи». В 1973 году он переехал в пригород Южного Джерси. В 1982 году он окончил 10 классов средней школы и в возрасте 15 лет поступил в Simon’s Rock College, Бен назвал его «выдающимся заведением, которое я настоятельно рекомендую лучшим выпускникам средней школы». В 1984 году в этом колледже он встретил свою будущую жену Гвен Йорги (позже Гвен Герцель, теперь Гведелин Ци Аранья).
В 1985 году он окончил Simon’s Rock College с учёной степенью в квантитивных исследованиях. Затем переехал в Нью-Йорк и поступил на аспирантуру в области прикладной математики в Институте Куранта Нью-Йоркского университета. В свободное время он занимался серьёзными исследованиями в области когнитивной науки и искусственного интеллекта. В 1987 году Бен переехал в Филадельфию и поступил на аспирантуру на математический факультет Темпльском университете, а также женился. В 1989 году он получил докторскую степень по математике в Темпльском университете, переехал в Лас-Вегас, где его ждала первая настоящая работа — профессора математики в университете Невады.
Позже, в 1989 году у Бена с его женой Гвен родился первый сын — Заратустра Амадей. В 1993 году родился второй сын Зебулон Улисс, Бен активно работал по всему миру, а вскоре переехал в Новую Зеландию, где стал читать лекции по информатике в университете Уаикато. В 1995 году он переехал в Перт, Западная Австралия, где ему довелось проводить исследования в области когнитивной науки в Университете Западной Австралии. Бен отзывался о Перте так: «Замечательное место! Из всех мест, где я жил, Перт — наилучшее. Было бы здорово вернуться туда однажды». В 1996 году вместе с Фрэнсисом Хейлигеном они основали группу Global Brain для изучения мозга, возникающего из все более и более интеллектуального Интернета, а в 2011 году Герцель присоединился к научному совету новосозданного Global Brain Institute в Брюссельском свободном университете. В 1997 году он покинул академию, что, по его словам, сделало его жизнь намного интереснее, но гораздо более напряженнее. В 1997 году он открыл компанию по разработке программного обеспечения и переехал в Нью-Йорк, чтобы запустить Intelligenesis Corp. (позже известную как Webmind Inc.), целью которой было создание по-настоящему интеллектуальной системы ИИ и получение прибыли от разработки его компонентов. В начале 1997 года у семейства Герцель родилась первая дочь, Шехеразада Окилани Настасья. В течение 1997-98 годов Бен преподавал в колледже Статен-Айленд часть системы CUNY, в то время как Intelligenesis стартовал. С 1997 по 2001 год Герцель возглавлял Webmind Inc. (также известную как Intelligenesis Corp.). О его работе писали в Wall Street Journal и The New York Times, где был объяснён подход машинного обучения в сочетании с обработкой естественного языка применительно к текстовой информации, собранной из Интернета, для того, чтобы предсказывать риски бизнеса или для помощи в принятии решения о покупке.
В 2001 году Герцель переехал в Нью-Мексико, где занимался исследованиями на кафедре информатики Университета Нью-Мексико. В этот период времени он жил в Zuzax — это место в горах восточнее Альбукерке, которое он назвал лучшим после Перта. Также в 2001 году он основал компанию Novamente LLC — наследницу Webmind; а также создал Biomind LLC — компанию, предназначенную для применения технологии Novamente в биоинформатике. В 2002 году он переехал в Вашингтон и поселился неподалеку от Вашингтонской агломерации, так как он нашёл небольшое финансирование для Biomind и хотел, чтобы компания базировалась недалеко от него. Вскоре после переезда сюда, Гвен и Герцель расстались.
В 2004 году Герцель женился на Изабелле Лион Фрейре. В период с 2005—2007 он продолжал работу над становлением компаний Novamente и Biomind, занимался проектами по разработке ИИ, а также он начал уделять внимание развитию AGI как исследовательскому сообществу. Он организовывал конференции AGI, издал несколько сборников и т. д. В мае 2007 года он выступил на Google Tech и рассказал о своём подходе к созданию сильного искусственного интеллекта. Он дал определение интеллекту как способности обнаруживать закономерности, модели в мире и в самом агенте. Сначала он пытается создать искусственный интеллект «подобный ребёнку», а потом выращивает и тренирует этого агента в искусственном или виртуальном мире, как например Second Life, чтобы создать более мощный интеллект. Знания представлены в виде сети, узлы и ссылки которой являются вероятностными значениями истины, как и «значениями внимания», напоминащими весы в искусственной нейронной сети. Несколько алгоритмов обслуживают эту сеть, основной из которых — это сочетание работы вероятностной машины вывода и пользовательской версии эволюционного программирования. В 2008 году он основал OpenCog — проект по созданию AGI с открытым исходным кодом. В аудиоинтервью в августе 2008 года Герцель заявил, что он является одним из основателей трансгуманистической организации Order of Cosmic Engineers. Также он сказал, что подписал договор с криофирмой Alcor, чтобы его тело заморозили в случае смерти.
В 2009 года Герцель стал членом-гостем Artificial Brain Lab в университете Xiamen в Китае и начал проект, в котором использовал OpenCog для контроля робота-гуманоида. В 2009 году Герцель разошёлся с Изабеллой, оставшись друзьями. В 2010 году Бен начал совместный проект с Гонконгским политехническим университетом, направленный на применение OpenCog для контроля интеллектуальных игровых персонажей. В 2011 году он вместе с Ruiting Lian начал проводить в Гонконге много времени, работая над различными проектами ИИ, а также AGI. В 2011 году Герцель был одним из основателей Aidyia Holdings — стартапа, направленного на прогнозирование рынка акций Гонконга. В 2012 году он женился на Ruiting Lian. С 2013 года он живёт в Гонконге постоянно, в деревне к северу от Tai Po в Новых Территориях.
Также он работал на Genescient, компанию, которая применяла биоинформатические и другие инструменты для использования геномов долгоживущих мух с целью создания терапевтических препаратов для борьбы с возрастными болезнями. Кроме этого Герцель работал на Igenesis, консалтинговую компанию, которая основана в Белу-Оризонти, Бразилия и задействована в разработке ИИ и других передовых технологиях.
В 2009 году Бен Герцель и Хьюго де Гарис снялись в 45-минутном документальном фильме Singularity or Bust. В 2014 году Герцель появился в американском научном документальном телесериале «Сквозь червоточину», в 1 серии 5 сезона.
Полнометражный документальный фильм The Singularity, созданный независимым режиссёром Дагом Воленсом (релиз состоялся в конце 2012 года) продемонстрировал глубокое виденье Герцеля и его понимание того, как сделать общий ИИ поистине думающим. Этот фильм был признан «масштабным достижением в документальной футуристике» и «лучшим документальным фильмом о сингулярности на сегодняшний день».

## Книги
- The Structure of Intelligence: A New Mathematical Model of Mind (Springer, 1993)
- The Evolving Mind (Gordon and Breach, 1993)
- Chaotic Logic: Language, Thought and Reality From the Perspective of Complex Systems Science (Plenum Press, 1994)
- Linus Pauling: A Life in Science and Politics (Basic Books, 1995). Written with his father Ted Goertzel. Ted in turn is son of Victor and Mildred Goertzel and Ted credits his parents also as co-authors of the Pauling biography.[14]
- From Complexity to Creativity (Plenum Press, 1997)
- Creating Internet Intelligence (Plenum Press, 2001).
- Mind in Time (Hampden Press, 2003) co-edited by Allan Combs and Mark Germine.
- Artificial General Intelligence: Cognitive Technologies (Springer, 2005), co-edited with Cassio Pennachin, describes the mathematics underpinning the Novamente AI Engine.
- The Hidden Pattern: A Patternist Philosophy of Mind (Brown Walker Press, 2006)
- The Path to Posthumanity (Academica, 2006) co-authored with Stephan Vladimir Bugaj
- Advances in Artificial General Intelligence (IOS Press, 2007) co-edited with Pei Wang